# Tann (Hesse)
Tann é um município da Alemanha, situado no distrito de Fulda, no estado de Hesse. Tem 60,45 km² de área, e sua população em 2019 foi estimada em 4.405 habitantes.